# ...e noi non faremo karakiri
...e noi non faremo karakiri è un film italiano del 1981 diretto da Francesco Longo, con Vittorio Mezzogiorno e Mara Venier.